# 新斯維季夫卡
47°12′17″N 30°13′49″E / 47.20472°N 30.23028°E
新斯維蒂夫卡（烏克蘭語：Новосвітівка）是位於烏克蘭西南部的村莊，由敖德萨州贝雷济夫卡区的新卡利切韋市鎮負責管轄。該村始建於1965年，面積1.76平方公里，海拔高度49米，2001年人口826，人口密度每平方公里469.32人。